# Estany de Saint-Quentin
L'estany de Saint-Quentin és a les comunes franceses de Trappes-en-Yvelines i de Montigny-le-Bretonneux, a les Yvelines, dins de la comunitat d'aglomeració de Saint-Quentin-en-Yvelines. L'Estany de Saint-Quentin és un estany artificial de 250 hectàrees de superfície. És l'àrea aquàtica més important de les Yvelines. Està a 160 metres sobre el nivell del mar. A la seva part occidental es creà, el 1986 una reserva natural nacional de 87 hectàrees.
L'estany de Saint-Quentin fou posat en servei per Sébastien Le Prestre de Vauban el 1685. Formava part d'un programa de treballs, destinats a alimentar d'aigua, per gravetat, el parc de Versalles. Un conjunt de «recs» i d'aqüeductes, dels quals una part resta fora de servei, l'enllacen més amunt als altres estanys, com els estanys d'Hollande (170 metres d'altitud) i el connectaven més avall al parc del castell de Versalles a 110 metres d'altitud abans de la construcció de la ciutat nova. Aquest dispositiu general per alimentar d'aigua el parc de Versalles és denominat Ribera del Rei Sol.
A la dècada del 1930 es considerà un projecte d'aeroport intercontinental, que comprenia una bassa per als hidroavions i un aeròdrom terrestre. L'estany havia de ser ampliat considerablement per tal d'acollir els hidroavions. D'una profunditat de 6 metres, les seves ribes havien d'unir Plaisir a l'oest i Clayes-sous-Bois al Nord. Estava previst utilitzar la Machine de Marly per alimentar la bassa amb les aigües del Sena. Aquest projecte, finalitzat el 1936, havia rebut l'acord dels responsables en detriment de l'indret de l'Aeroport del Bourget que finalment va ser retingut després de la Segona Guerra Mundial.
La base d'aire lliure i de lleure de Saint-Quentin-en-Yvelines fou implantada a la perifèria de l'estany de Saint-Quentin. La seva superfície total és de 600 hectàrees dels quals 200 en són aquàtics de l'estany de Saint-Quentin. S'hi poden practicar diverses activitats de lleure.